# Zona Típica de Puerto Varas
La Zona Típica de Puerto Varas o Barrio Patrimonial es una zona de alrededor de 13 hectáreas del área urbana, que se ubica en el sector poniente de la ciudad.
Cuenta con numerosos ejemplos de la arquitectura de los colonos alemanes de fines del siglo XIX.
De acuerdo a investigaciones previas del año 1989, las edificaciones de interés se podían agrupar en 4 tipologías principales según sus características histórico-arquitectónicas: vivienda primitiva, chalet, neoclásica, cuarta generación. 
En 1992, una decena de edificaciones de Puerto Varas fueron declaradas Monumentos Históricos, categoría máxima de reconocimiento y protección patrimonial existente en Chile.
Las casas están ubicadas en tres sectores de la ciudad de Puerto Varas: el sector San Ignacio, el sector Estación y el sector costanera y se pueden ser recorridas a pie en un lapso de 2 horas, aproximadamente.

## Monumentos Históricos incluidos en la Zona
- Casa Gotschlich[3]
- Casa Jüpner[4]
- Casa Kuschel[5]
- Casa Maldonado[6]
- Casa Opitz
- Casa Raddatz[7]
- Casa Yunge[8]
- Casa Klenner-Kaschel (ex Casona Alemana)[9]
- Iglesia del Sagrado Corazón de Jesús[10]
- Iglesia Luterana[11]

## Inmuebles de Valor Ambiental
- Casa Muñoz
- Casa Del Salvador 945
- Edificio Comercial Del Salvador 1033
- Casa Esquina
- Casa Wallach
- Casa Otto Bader
- Casa Brintrup
- Casa San Ignacio 996
- Casa San Ignacio 968
- Casa San Ignacio 908
- Casa O'Higgins 913
- Casa San Ignacio 879
- Casa San Ignacio
- Casa Del Salvador 581
- Edificio Comercial San Bernardo
- Casa Parroquial
- Casa Del Salvador 655

## Galería

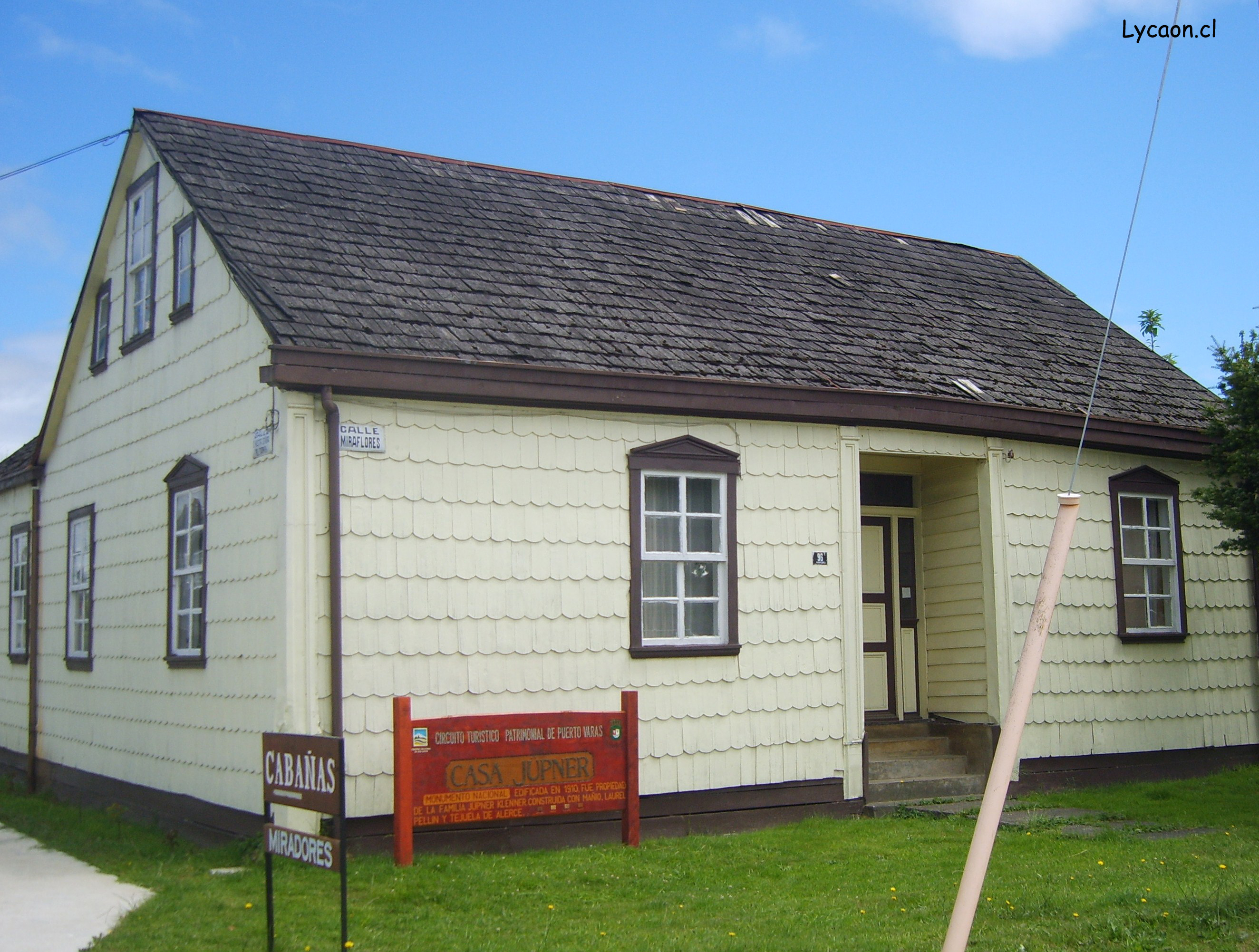
Casa Jüpner
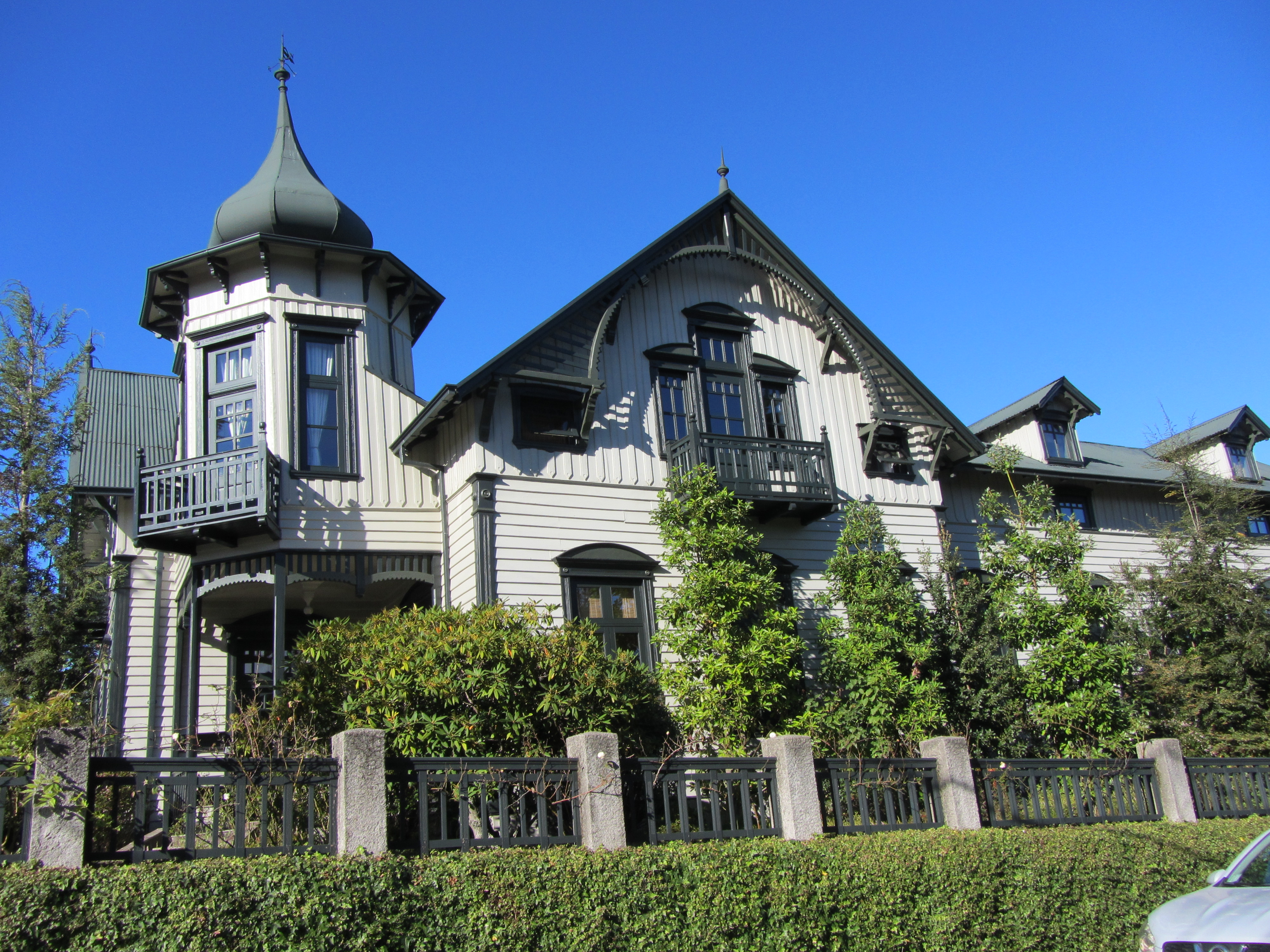
Casa Kuschel, sede de las oficinas en Puerto Varas del Parque Pumalín
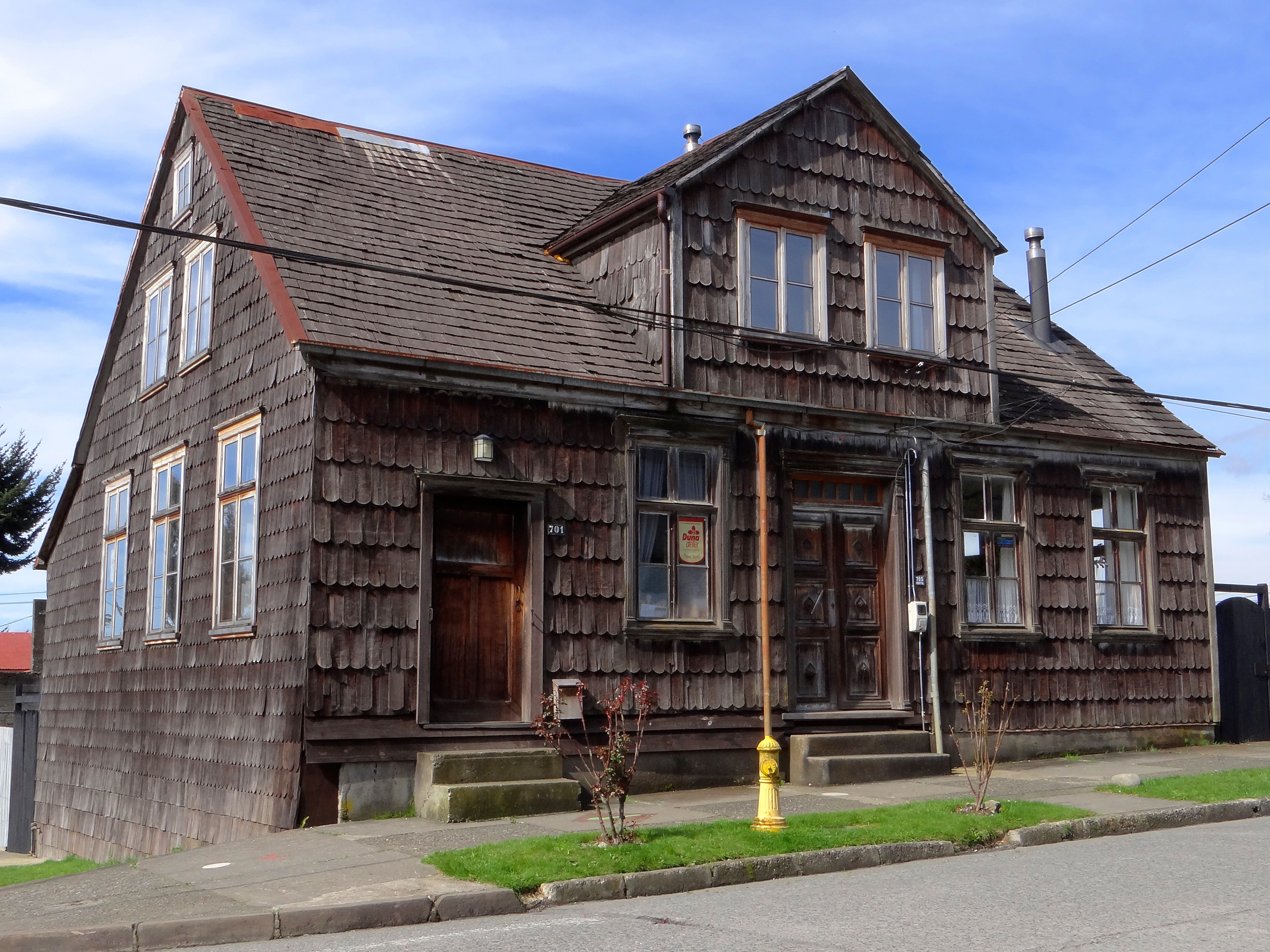
Casa Götschlich
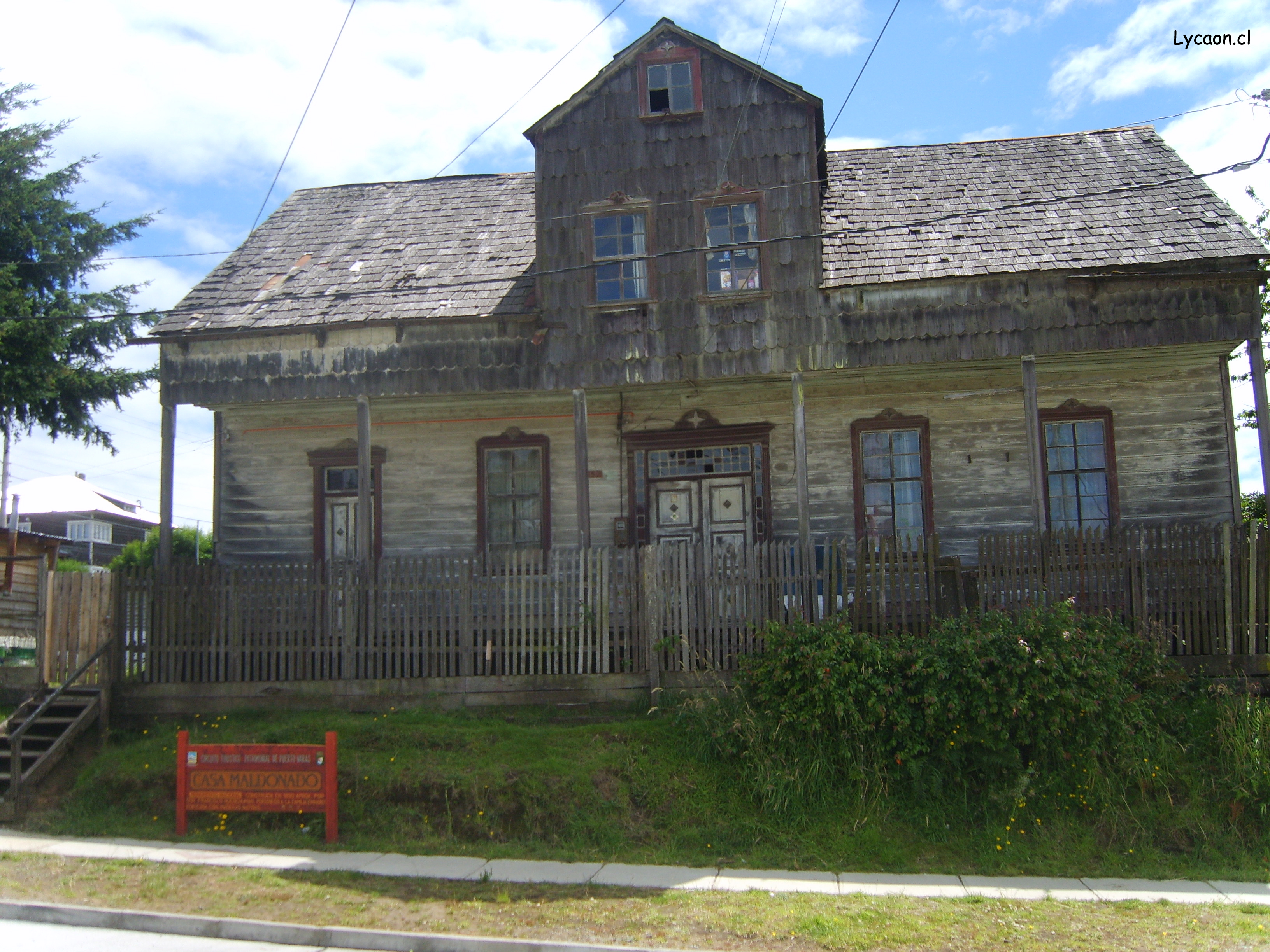
Casa Maldonado
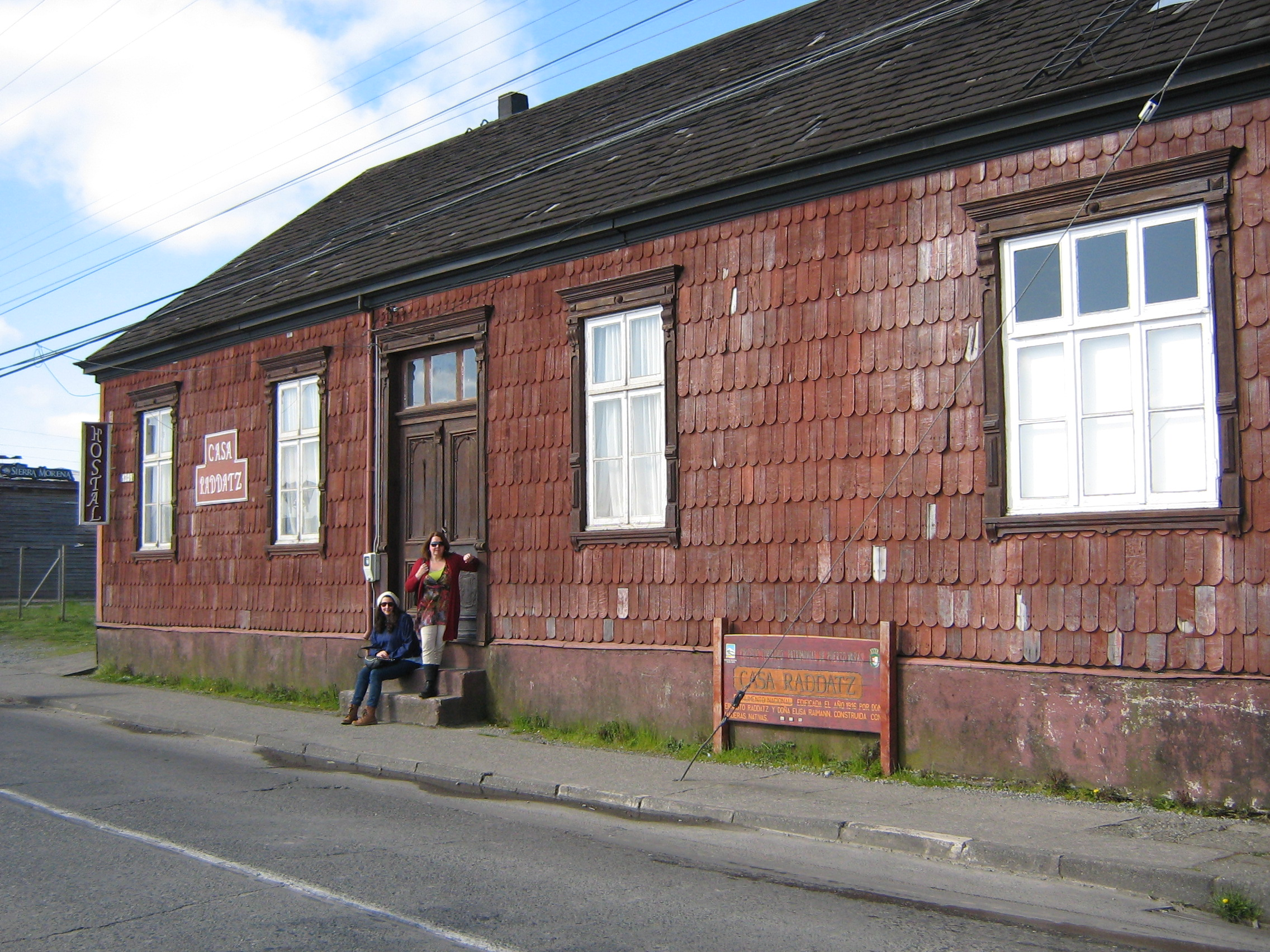
Casa Raddatz
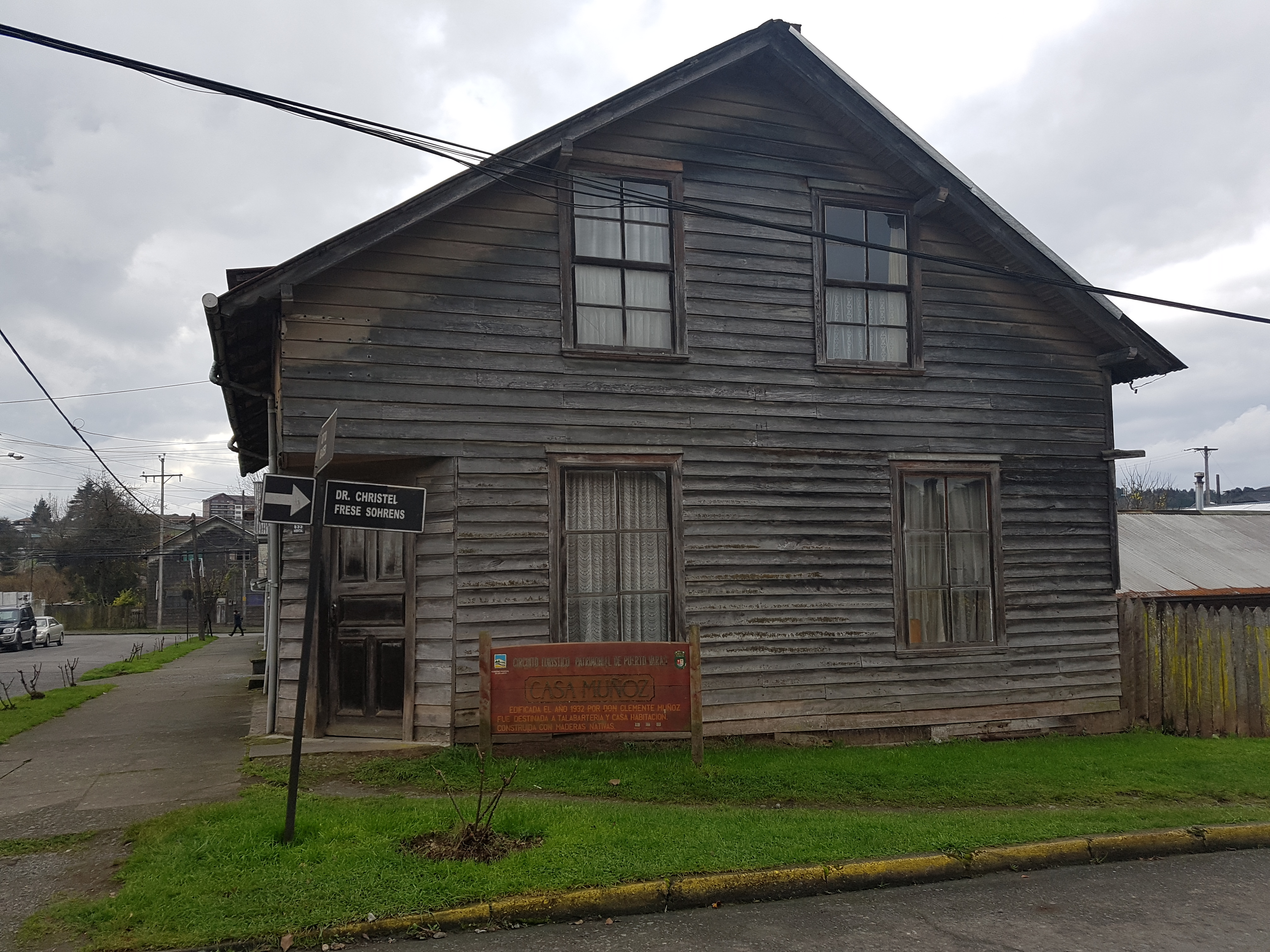
Casa Muñoz
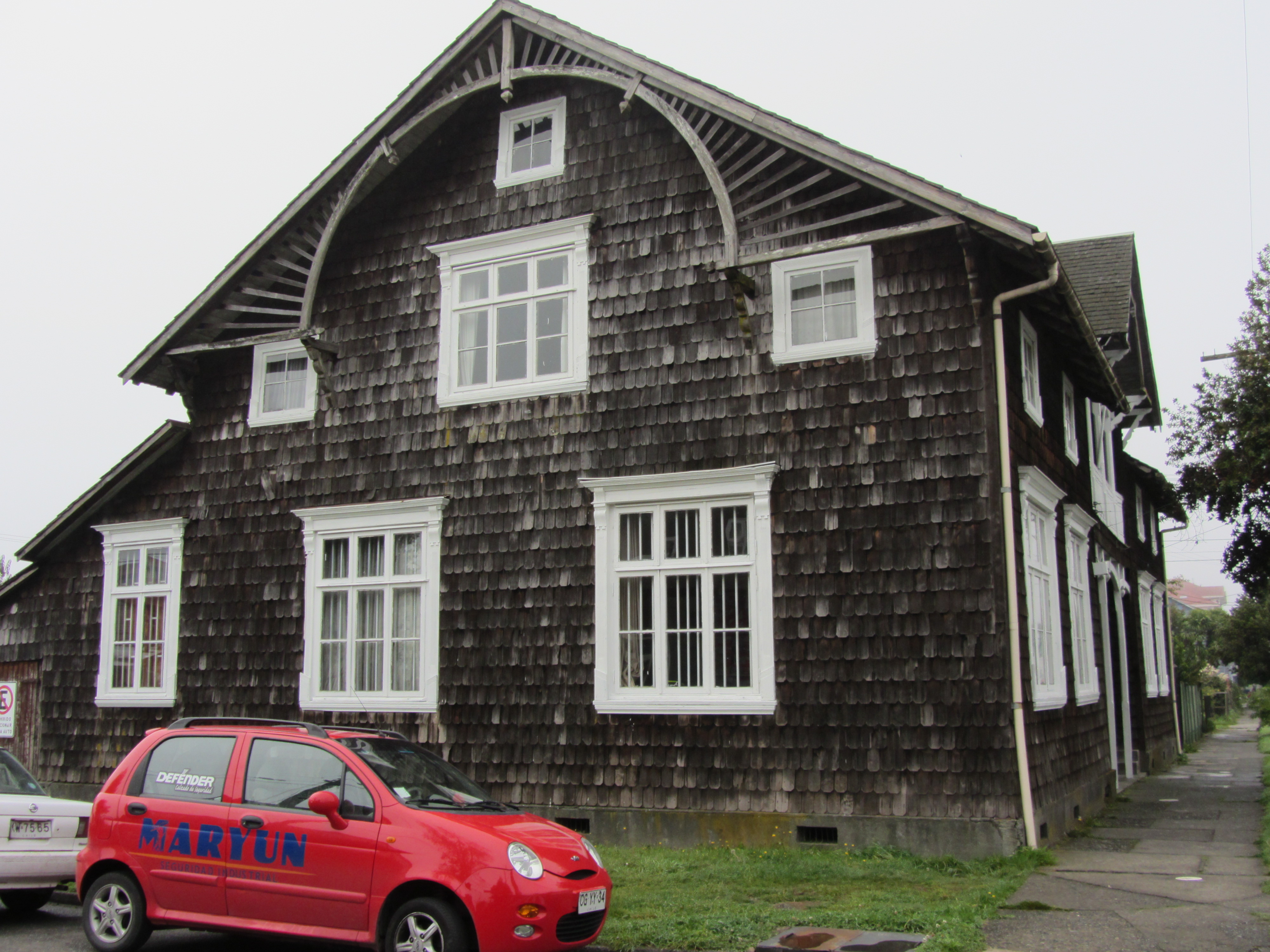
Casa Yunge
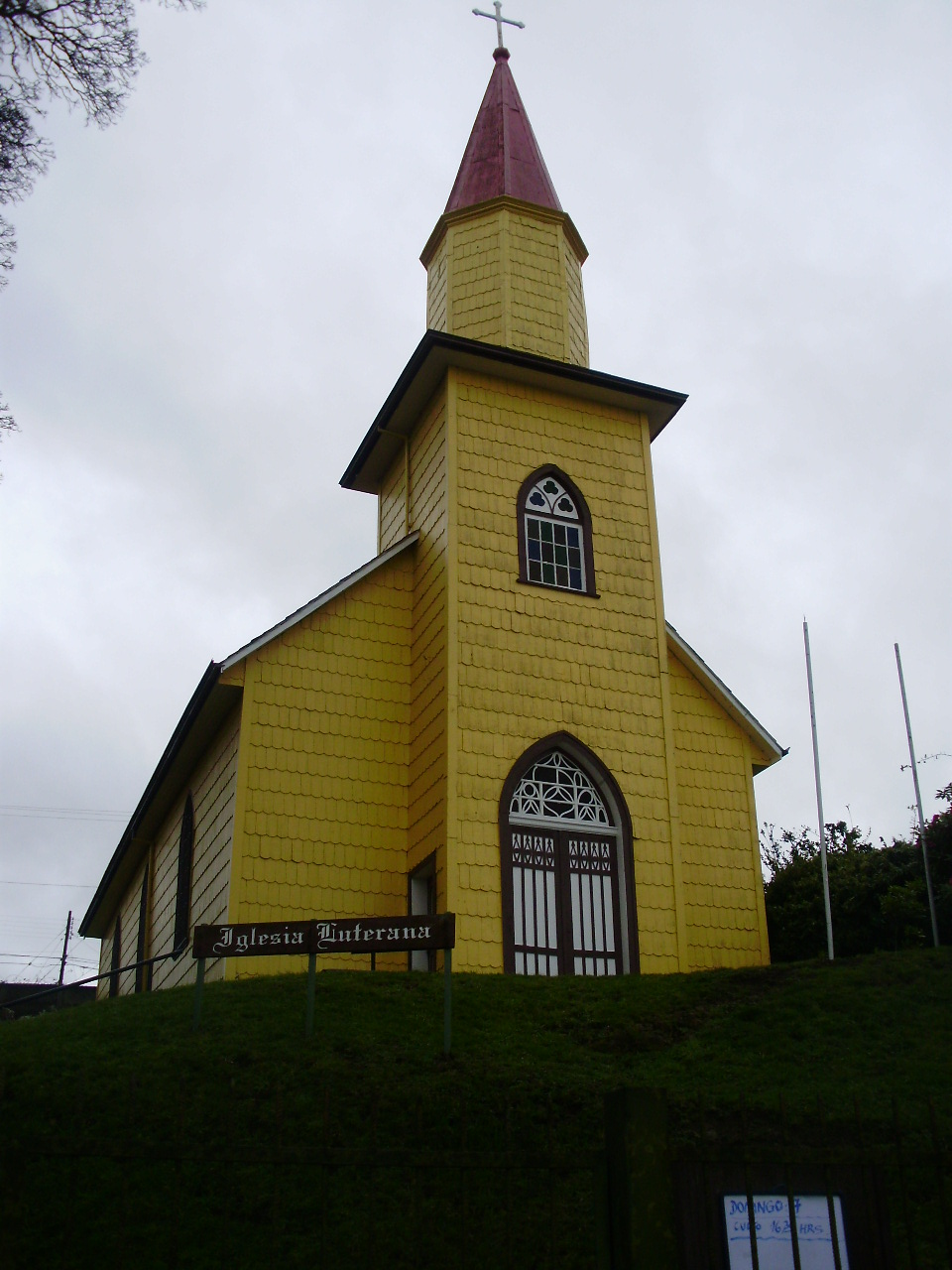
Templo Luterano de Puerto Varas
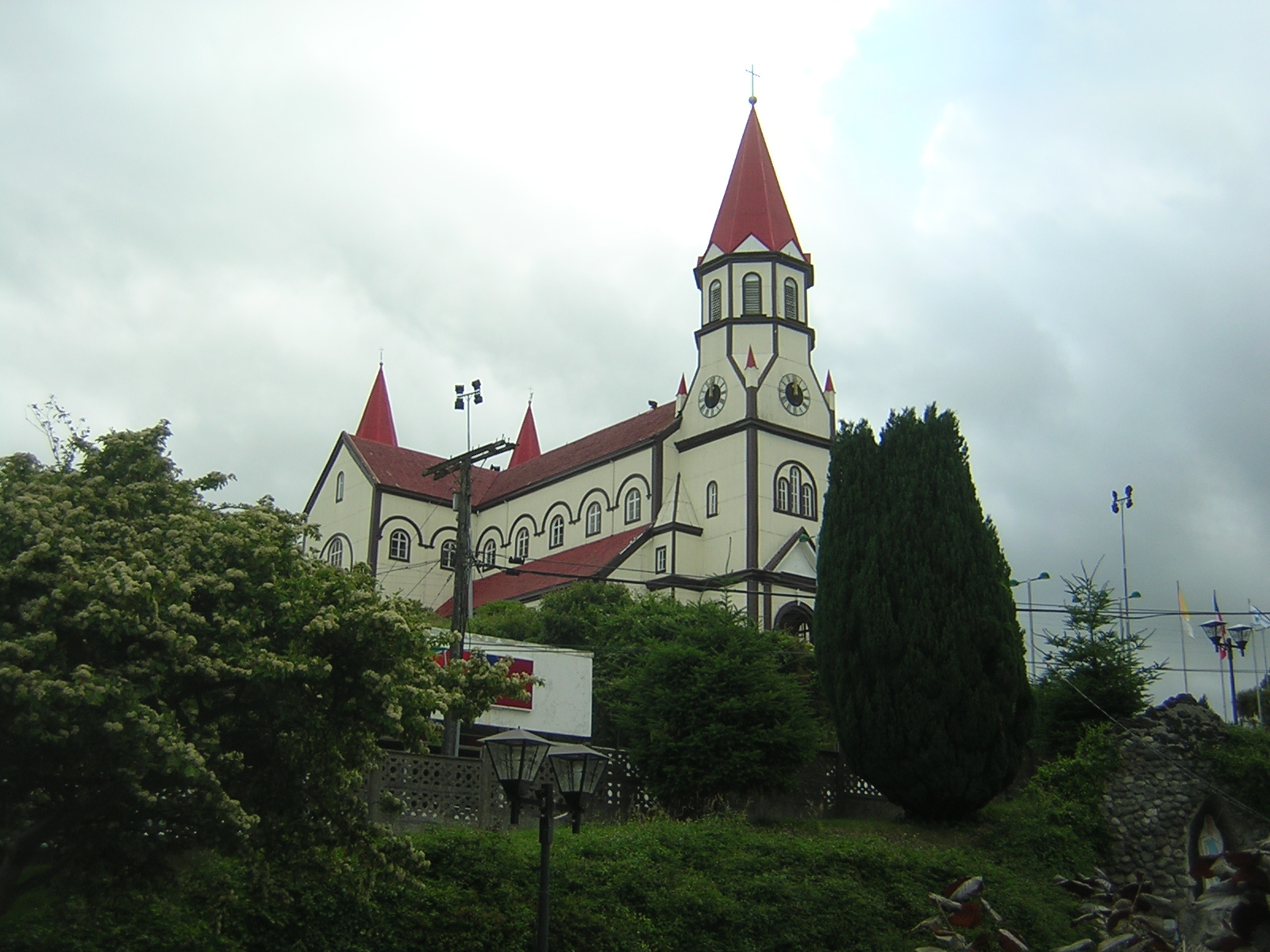
Parroquia del Sagrado Corazón de Jesús.